# George Roy Hill

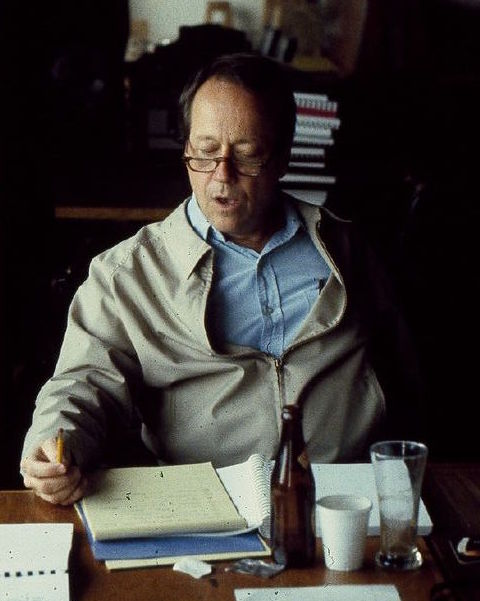
George Roy Hill an seinem Schreibtisch (1978)

George Roy Hill (* 20. Dezember 1921 in Minneapolis, Minnesota; † 27. Dezember 2002 in New York City, New York) war ein US-amerikanischer Filmregisseur, Drehbuchautor und Filmproduzent.

## Leben und Karriere
Hill studierte zunächst an der Yale University Musik, unterbrochen durch seinen Einsatz als Pilot im Zweiten Weltkrieg. Danach setzte er zunächst sein Studium in Dublin fort. Während dieser Zeit entdeckte er jedoch seine Liebe zum Theater und hatte seine ersten Theaterauftritte. Nach etwa zwei Jahren ging Hill zurück in die USA, wo er großen Erfolg an Off-Broadway-Theatern hatte.
Während des Koreakriegs zwischen 1950 und 1953 stand er im Dienste der Navy.
Anschließend arbeitete Hill zunächst wieder als Schauspieler, entwickelte sich aber dann zum Autor, Regieassistent und Regisseur weiter. Seine erste Auszeichnung erhielt er 1958 für seine Inszenierung des Fernsehfilms A Night to Remember, der den Untergang der Titanic thematisierte. Nach weiteren überzeugenden Arbeiten als Fernsehregisseur kam er schließlich zur Kinoregie. Erste Leinwanderfolge hatte Hill unter anderem 1962 mit Zeit der Anpassung (Period of Adjustment) nach einem Bühnenstück von Tennessee Williams und 1967 mit dem Musical Modern Millie – Reicher Mann gesucht. Einer seiner bekanntesten Filme ist Zwei Banditen (Butch Cassidy and the Sundance Kid, 1969) mit Paul Newman und Robert Redford in den Hauptrollen, für den Hill seine erste Oscar-Nominierung als Regisseur erhielt. Für die Gaunerkomödie  Der Clou (The Sting), erneut mit Newman und Redford besetzt, wurde er 1974 mit dem Oscar für die Beste Regie ausgezeichnet; insgesamt erhielt der Film sieben Oscars.
Hill zeichnete für einen „ganz besonderen, leichten und doch von Sarkasmus geprägten Komödienstil“ verantwortlich. Weitere Erfolge waren die Sportkomödie Schlappschuss (1977) mit Paul Newman sowie die John-Irving-Literaturverfilmung Garp und wie er die Welt sah (1982) mit Robin Williams. Hill drehte im Laufe seiner Karriere nur 14 Filme, die aber insgesamt für 37 Oscars nominiert waren. Gemessen am Erfolg seiner Filme blieb Hills Name vergleichsweise unbekannt. Einer seiner wenigen kommerziellen Flops war Schlachthof 5, die von Kritikern gelobte Verfilmung des zuvor als „unverfilmbar“ geltenden gleichnamigen Romans von Kurt Vonnegut. Sein letztes Projekt war die Komödie Funny Farm mit Chevy Chase in der Hauptrolle.

## Privates
Ende der 80er Jahre zog sich Hill aus dem Filmgeschäft zurück. Er war von 1951 bis 1971 mit der Schauspielerin Louisa Horton (1920–2008) verheiratet, das Paar hatte vier Kinder. Hill starb im Dezember 2002, eine Woche nach seinem 81. Geburtstag, an Komplikationen seiner Parkinson-Krankheit.

## Filmografie
- 1962: Zeit der Anpassung (Period of Adjustment)
- 1963: Puppen unterm Dach (Toys in the Attic)
- 1964: Henrys Liebesleben (The World of Henry Orient)
- 1966: Hawaii
- 1967: Modern Millie – Reicher Mann gesucht (Thoroughly Modern Millie)
- 1969: Zwei Banditen (Butch Cassidy and the Sundance Kid)
- 1972: Schlachthof 5 (Slaughterhouse-Five)
- 1973: Der Clou (The Sting)
- 1975: Tollkühne Flieger (The Great Waldo Pepper)
- 1977: Schlappschuss (Slap Shot)
- 1979: Ich liebe dich – I Love You – Je t’aime (A Little Romance)
- 1982: Garp und wie er die Welt sah (The World According to Garp)
- 1984: Die Libelle (The Little Drummer Girl)
- 1988: Funny Farm